# Château de Dompierre
Le château de Dompierre-les-Églises est un  château et un monument historique français situé à Dompierre-les-Églises, dans la Haute-Vienne, en France. Il fut la résidence de la famille Poute de Puybaudet.
Le château est érigé sur les bords de la Brame.
Le château est inscrit au titre des monuments historiques le 22 décembre 1986 et par arrêté du 19 avril 2019.

## Localisation
Le château est situé dans le département français de la Haute-Vienne, sur la commune de Dompierre-les-Églises.